# Невероятное путешествие
«Невероятное путешествие» (фр. Le voyage à travers l’impossible, 1904) — научно-фантастическая комедия Жоржа Мельеса, поставленная по очень отдаленным мотивам произведений Жюля Верна.

## Сюжет
Профессор Мабулофф (от французского «maboul», «сумасброд») намерен принять участие в поездке вокруг Земли. Его первая попытка съехать со Швейцарских Альп на автомобиле заканчивается аварией, но затем Мабулофф погружает все необходимые для путешествия механизмы (в том числе подводную лодку) на специальный паровоз, который на дирижаблях поднимается в воздух и уносит путешественников в космос. Поезд влетает в рот зевающему Солнцу, которое выплевывает его на Меркурий. На поверхности Меркурия очень жарко, поэтому путешественники пытаются спрятаться в холодильнике. Снаружи остается только Мабулофф, который вскоре обнаруживает, что его спутники вмерзли в лёд. Он разводит костер и размораживает их. Затем они грузятся на подводную лодку и «спрыгивают» на ней в земной океан. На субмарине начинается пожар и она взрывается. Носовой отсек лодки, в котором были путешественники, взрывом выбрасывает на побережье возле рыбацкой деревушки, на чём путешествие триумфально заканчивается.

## В ролях
- Жорж Мельес — Профессор Мабулофф

## Интересные факты
- Появление этого фильма было вызвано во многом грандиозным успехом схожего с ним сюжетом «Путешествия на Луну» (1902). «Невероятное путешествие» местами его дословно цитирует — например, в сцене, где подводная лодка падает «с края Меркурия».
- Профессор Мабулофф стал также центральным персонажем фильма «Завоевание полюса» (1912).
- Летающий паровоз в финале третьей части цикла «Назад в будущее» — прямая цитата из этого фильма.